# Lophozia handelii
Lophozia handelii là một loài Rêu trong họ Jungermanniaceae. Loài này được Herzog mô tả khoa học đầu tiên năm 1930.